# Sir Thomas More
Sir Thomas More is een onvoltooid toneelstuk uit de 16de eeuw geschreven door verschillende handen en bewaard in het manuscript BL Harleian 7368. Zestig jaar na de dood van Thomas More (door onthoofding) in 1535 werd het toneelstuk gepubliceerd. William Shakespeare was een van de auteurs, hij schreef een scène waarin More een uitbarsting van vreemdelingenhaat onder het volk bedwingt. 
In 2016 werd het stuk voor het eerst in Nederland opgevoerd (in de vorm van een lezing) door Het Nationale Toneel.